# Московский архив нового искусства
Московский архив нового искусства (МАНИ), или круг МАНИ — это одно из самоназваний круга деятелей неофициального искусства Москвы конца 70-х — начала 80-х годов, включавшего в себя московских концептуалистов. Также — архивный проект, создаваемый участниками этого круга («Папки МАНИ», «Сборники МАНИ» и «Музей МАНИ»).

## Происхождение термина
Изначально МАНИ создавался как архивный проект. Термин был придуман во время беседы Андрея Монастырского, Льва Рубинштейна и Никиты Алексеева в середине 1970-х годов. В это время не могло идти и речи о том, чтобы представители московской концептуальной школы могли выставить свои произведения в официальных музеях или написать статью про свое художественное направление в официальном издании. Поэтому возникла необходимость поиска альтернативного способа сохранять, представлять и критически описывать их творчество. Андрей Монастырский вспоминает об этом:

Я помню, как однажды мы втроем — Никита Алексеев, Лев Рубинштейн и я, — в конце 1975-го или в начале 1976-го сидели в квартире Иры Наховой на Малой Грузинской и говорили о том, что хорошо бы сделать журнал, посвященный неофициальному искусству. И в этом разговоре как раз прозвучало название такого журнала. Не помню, кто именно, но кто-то из нас произнес слово «архив» — «архив нового искусства». Мне кажется, это был Рубинштейн, потому что он был связан с какими-то архивными делами 
Позднее, с 1981 по 1986 год были созданы пять авторских папок, куда вкладывались тексты и художественные произведения. К тому времени вокруг деятельности «Коллективных действий» и Андрея Монастырского сложился более-менее определённый круг людей. По мнению Андрея Монастырского, сначала документация «Поездок за город», а затем первая папка МАНИ стали объединяющими изданиями, которые зафиксировали этот круг.
Название архива — МАНИ — впоследствии стало самоназванием круга московского концептуализма до 1988 года, пока не было заменено П. Пепперштейном термином НОМА. Термин МАНИ употреблялся как синоним «Московской концептуальной Школы» — и в то же время архив, изжив форму папок, принял сначала форму сборников, составленных Андреем Монастырским, а затем музея, созданного Николаем Панитковым. Существует и дополнительное толкование термина, приводимое художниками:

Елена Куприна-Ляхович: Но при этом название осталось то же — МАНИ. Слово-то стало нарицательным.

Николай Панитков: Да, конечно. «Мани» — это же ещё и «деньги». А поскольку в Москве прошел аукцион Sotheby’s, где поучаствовали многие художники из этого круга, то слово стало действительно знаковым.. 

## Папки МАНИ
Составителями и редакторами папок МАНИ были разные авторы: Андрей Монастырский, Вадим Захаров и Виктор Скерсис, Елена Елагина и Игорь Макаревич, Наталья Абалакова и Анатолий Жигалов, Константин Звездочетов и Георгий Кизевальтер. Каждая папка отражала восприятие культурной сцены 80-х своего составителя: список авторов, чьи работы вошли в папку, структура, концепция и объём каждой папки варьировались.
Папки содержали фотографии, литературные и критические тексты, выставочные материалы и рисунки. Они соединяли в себе функции архива, каталога и коллективного художественного произведения. Каждая папка создавалась в 4-5 экземплярах (столько копий можно было сделать на печатной машинке), затем они распределялись по мастерским художников: обязательно по экземпляру было у А.Монастырского и И.Кабакова, а один из комплектов передавался из рук в руки.
Папки стали поводом и предметом для общения и обсуждения между участниками художественного процесса, позволив очертить границы сообщества. Вадим Захаров вспоминал: 

Все художники ходили друг к другу в мастерские и видели работы непосредственно там. Ты мог моментально попасть к старшему поколению, войти в мастерские, общаться на равных. Не было закрытых дверей̆, было открытое пространство… Тем не менее, папки МАНИ — как дополнительный канал коммуникации — сыграли важнейшую роль.
Всего в папках МАНИ находится 895 единиц хранения, авторство которых принадлежит 54 авторам и художникам, среди которых Илья Кабаков, Эрик Булатов, Олег Васильев, Иван Чуйков, Виктор Пивоваров, Борис Гройс и др.

## Сборники МАНИ
Сборники МАНИ выходили с 1986 по 1991 год под редакцией Андрея Монастырского. Круг тем и авторов был более узким, чем в папках; каждый сборник выпускался в количестве 3 экземпляров. Сборники содержат фотодокументацию художественных работ и проектов, а также тексты диалогов (в основном — Андрея Монастырского и Иосифа Бакштейна, также частый собеседник — Илья Кабаков).